# Charles Hérold
Charles Hérold Junior (Gonaïves, 23 luglio 1990) è un calciatore haitiano, centrocampista del Cibao e della nazionale haitiana.

## Carriera

### Club
Comincia a giocare in patria, al Tempête. Nel 2015 si trasferisce nella Repubblica Dominicana, al Cibao.

### Nazionale
Debutta in nazionale il 24 marzo 2010, nell'amichevole Martinica-Haiti (0-0). Mette a segno la sua prima rete con la maglia della nazionale il 24 marzo 2013, nell'amichevole Repubblica Dominicana-Haiti (3-1), in cui mette a segno il rigore del definitivo 3-1. Ha partecipato, con la maglia della nazionale, alla Gold Cup 2013.

## Statistiche

### Cronologia presenze e reti in Nazionale
| Cronologia completa delle presenze e delle reti in nazionale ― Haiti | Cronologia completa delle presenze e delle reti in nazionale ― Haiti | Cronologia completa delle presenze e delle reti in nazionale ― Haiti | Cronologia completa delle presenze e delle reti in nazionale ― Haiti | Cronologia completa delle presenze e delle reti in nazionale ― Haiti | Cronologia completa delle presenze e delle reti in nazionale ― Haiti | Cronologia completa delle presenze e delle reti in nazionale ― Haiti | Cronologia completa delle presenze e delle reti in nazionale ― Haiti |
| Data                                                                 | Città                                                                | In casa                                                              | Risultato                                                            | Ospiti                                                               | Competizione                                                         | Reti                                                                 | Note                                                                 |
| -------------------------------------------------------------------- | -------------------------------------------------------------------- | -------------------------------------------------------------------- | -------------------------------------------------------------------- | -------------------------------------------------------------------- | -------------------------------------------------------------------- | -------------------------------------------------------------------- | -------------------------------------------------------------------- |
| 17-06-2019                                                           | San José                                                             | Haiti                                                                | 2 – 1                                                                | Bermuda                                                              | Gold Cup 2019 - 1º turno                                             | -                                                                    | 46’                                                                  |
| 25-06-2019                                                           | Harrison                                                             | Haiti                                                                | 2 – 1                                                                | Costa Rica                                                           | Gold Cup 2019 - 1º turno                                             | -                                                                    | 75’                                                                  |
| Totale                                                               |                                                                      | Presenze                                                             | 2                                                                    |                                                                      | Reti                                                                 | 0                                                                    |                                                                      |